# Desmåskrig
Desmåskrig er en dokumentarfilm fra 2007 instrueret af Anna Lindenhoff Elming, Max Kestner og produceret af Klassefilm og Team Productions ApS. Filmens titel er flertydig og kan f.eks. både læses som De smås krig og som De små skrig. Filmen blev vist offentligt første gang den 13. september 2007 ved Shhh! Københavns Børne- og Ungdomsfilmfest.
Den engelske titel for filmen er School Yard Spies.

## Handling
Filmen er en dokumentarfilm om bruddet i Landsorganisationen af Elever i 1985. Elevbevægelsens historie er både fascinerende, skræmmende og spændende. Har man hang til at forstå de konflikter, der indimellem tegner sig internt i bevægelsen, og vil man gerne vide, hvad det præcis var, der skete i 1985, da Dennis Lund og Marianne Kamper kæmpede om formandsposten, så er denne film måske noget.